# Provincia di Benguela
Benguela è una provincia dell'Angola; prende il nome dal suo omonimo capoluogo Benguela, situato sulla costa atlantica, sulla baia omonima. Ha una superficie di 31.788 km² ed una popolazione di 1.033.106 (stima del 2009).
La provincia è posta nella parte centro-occidentale del paese africano e si affaccia sull'Oceano Atlantico. Confina a nord con la provincia di Cuanza Sud, a est con quella di Huambo, a sud-est con quella di Huíla e a sud con la provincia di Namibe.
Il territorio è caratterizzato a oriente dai rilievi dell'altopiano angolano che digradano a ovest verso la pianura costiera. Nel nord si elevano i rilievi della Serra Cambonda e della Serra do Humbe che raggiunge un'altezza di 2.555 metri. A sud-est si erge la Serra do Chilengue. Vari fiumi scendono dalla regione orientale verso la costa. Tra questi il Catumbela, in cui confluisce da sud il Cubal.
La maggioranza della popolazione appartiene al gruppo etnico-linguistico Ovimbundu.

## Geografia antropica

### Suddivisioni amministrative
La Provincia di Benguela è suddivisa in nove municipi e 39 comuni.

#### Municipi
- Baía Farta, Balombo, Benguela, Bocoio, Caimbambo, Chongorói, Cubal, Ganda, Lobito.

#### Comuni
- Alda Lara, Asfalto, Babaera, Balombo, Benfica, Benguela, Biópio, Bocoio, Candumbo, Catumbela, Chigongo, Chikuma, Chila, Chindumbo, Chongorói, Compão, Cote, Cubal, Cubal do Lumbo, Dombe Grande, Lobito Canata, Catumbela, Egito, Monte Belo, Passe, Caimbambo, Catengue, Baia Farta, Cupupa, Imbala, Quendo, Chiongoroi, Capupa, Bolongueira, Ganda, Babaera, Kasseque, Chicurnu, Ebanga.

### Monumenti e luoghi d'interesse
- Forte di Catumbela
- Forte di Egipto Praia

### Aree naturali
- Parco Bufalo, riserva naturale istituita il 5-4-1974, con una superficie di 400 km².
- Parco Regionale Cimala-Vera, istituito il 5 giugno 1971, comprende una superficie di 150 km²

### Musei
- Museo archeologico di Benguela
- Museo etnografico di Lobito

## Economia
La provincia possiede numerose attività industriali (la seconda concentrazione, dopo Luanda) di tipo alimentare e petrolifero.

### Trasporti
- Ferrovia del Benguela, importante linea ferroviaria di congiunzione fra l'Oceano Atlantico e l'entroterra africano.
- Rete stradale lunga 5.346 km di cui 642 km asfaltati.
- Porto di Lobito.
- Aeroporti di Benguela, Catumbela e Lobito